# Эмблема Макао
Эмблема Макао — официальный символ специального административного района Макао Китайской Народной Республики. Впервые печать была использована 20 декабря 1999 года, когда суверенитет Макао был передан от Португалии Китайской Народной Республики. С тех пор печать официально называется «Региональной».
Печать содержит те же символы, что и флаг Макао. Главным элементом выступает цветок лотоса, стилизованный под мост Губернатора Номбре де Карвальо. Внешнее белое кольцо с заголовком официального названия территории на трад. китайском: «中華人民共和國澳門特別行政區» («Макао — Специальный Административный Район Китайской Народной Республики») и португальская короткая форма, «Macau».
Лотос был выбран в качестве цветка-эмблемы Макао. Мост губернатора Номбре де Карвальо связывает полуостров Макао и остров Тайпа. Мост — один из немногих узнаваемых ориентиров Макао. Вода изображённая в нижней части печати, в символической форме указывает на положение и значение Макао, как порта и его роль, играемую на территории и в истории. Пять пятиконечных звезд повторяют проект флага КНР, отображая в символической форме отношения, существующие между Макао и КНР.

## Колониальный герб

Колониальный герб Макао

До 1999 года использовался колониальный герб, дракон в котором отображает Макао.